# 豪普特維爾-戈特斯豪斯

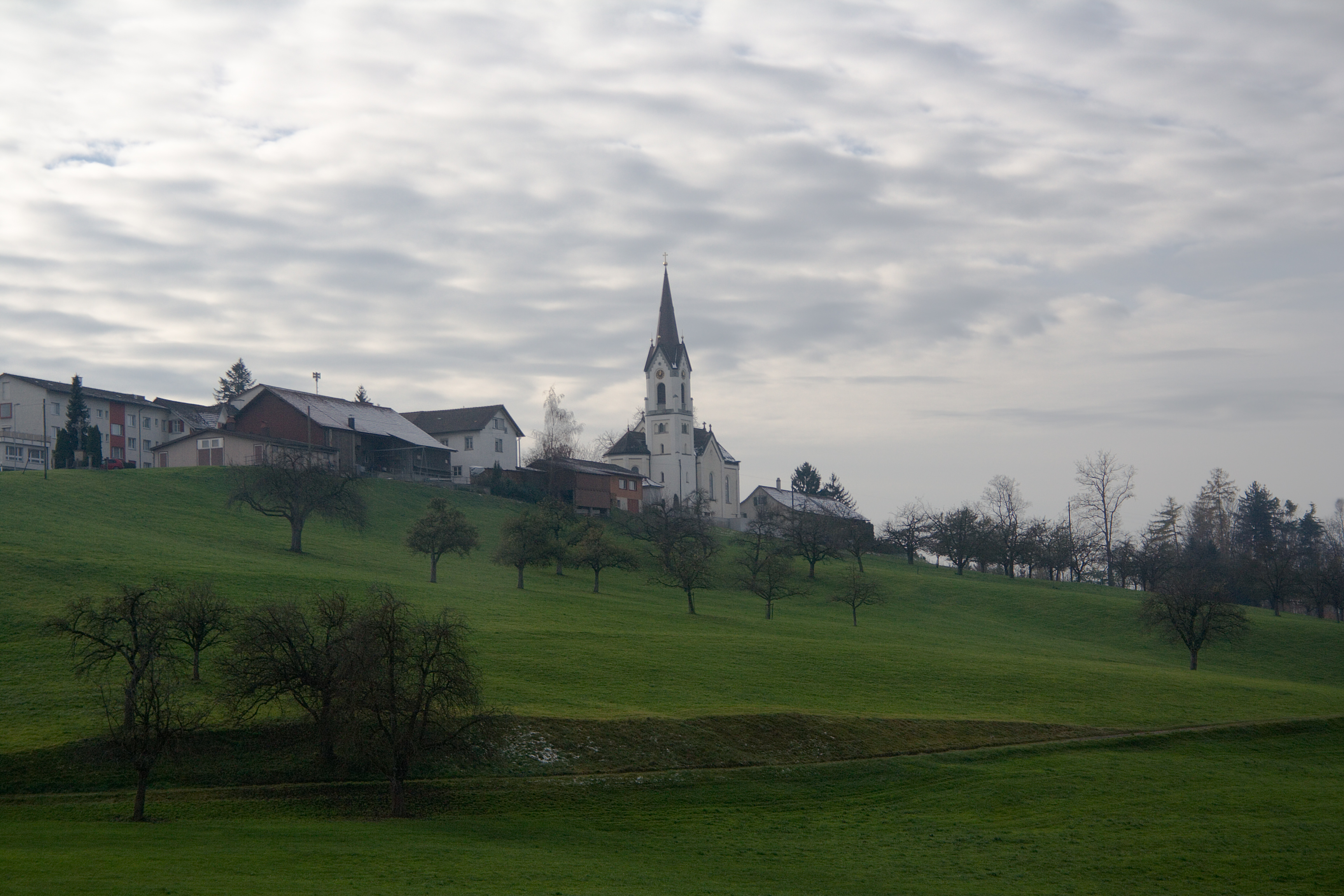

豪普特維爾-戈特斯豪斯是瑞士的城鎮，位於該國東北部，由圖爾高州負責管轄，面積12.49平方公里，海拔高度550米，2012年人口1,873，四成半人口信奉羅馬天主教，人口密度每平方公里150人。

## 外部連結
- Official website（页面存档备份，存于） （德文）